# Pieter Anthonisz van Groenewegen
Pieter Anthonisz. van Groenewegen (vers 1600, Delft - 1658, La Haye) est un peintre néerlandais du siècle d'or. Il est connu pour ses peintures de paysages et de paysages italianisants.

## Biographie
Pieter Anthonisz. van Groenewegen est né vers 1600 à Delft aux Pays-Bas.
En 1615, il entreprend un voyage en Italie et s'installe à Rome. Il devient membre des bentvueghels, une association qui regroupe des artistes originaires de l'Europe du Nord installés en Italie.  On lui donne le surnom de « lion » (en néerlandais : « leeuw »). Il demeure à Rome près de huit ans. De retour à Delft, il devient membre de la guilde de Saint-Luc de Delft en 1626. En 1657, il déménage et s'installe à La Haye. Cette même année, il devient membre de la Confrérie Pictura, une association qui regroupe des artistes installés à La Haye.
Il meurt en 1658 à La Haye.

## Œuvres
- Paysage romain avec le Palatin (gauche) et des parties du Forum romain (droite)[2], Rijksmuseum,  Amsterdam